# Bayanaūyl
Bayanaūyl är en ort i Kazakstan.   Den ligger i oblystet Pavlodar, i den nordöstra delen av landet, 300 km öster om huvudstaden Astana. Bayanaūyl ligger 474 meter över havet och antalet invånare är 5 700.
Terrängen runt Bayanaūyl är kuperad åt nordväst, men åt sydost är den platt.  Trakten runt Bayanaūyl är nära nog obefolkad, med mindre än två invånare per kvadratkilometer. Det finns inga andra samhällen i närheten. Trakten runt Bayanaūyl består i huvudsak av gräsmarker.